# Баш-Булак
Баш-Булак (кирг. Баш-Булак) — село в Кара-Сууском районе Ошской области Кыргызстана. Административный центр Баш-Булакского айылного аймака.

## География
Село расположено в северо-западной части области, на расстоянии приблизительно 21 километра (по прямой) к юго-востоку от города Кара-Суу, административного центра района. Абсолютная высота — 1211 метров над уровнем моря.

## Население
Согласно оценочным данным Национального статистического комитета Кыргызской Республики, численность населения села на начало 2023 года составляла 6151 человек.
| год     | 2009 | 2014 | 2015 | 2020 | 2021 | 2023 |
| ------- | ---- | ---- | ---- | ---- | ---- | ---- |
| человек | 4431 | 5025 | 5043 | 5913 | 6020 | 6151 |